# Salticus andamanius
Salticus andamanius är en spindelart som beskrevs av Benoy Krishna Tikader 1977. Salticus andamanius ingår i släktet Salticus och familjen hoppspindlar. Inga underarter finns listade i Catalogue of Life.